# AZI2
La proteína 2 inducida por 5-azacitidina es una proteína que en humanos está codificada por el gen AZI2 .
AZI2, o NAP1, contribuye a la activación de la expresión génica dependiente de NFKB  mediante la activación de quinasas relacionadas con IKK, como NAK (TBK1; MIM 604834). Es una proteína adaptadora que se une a TBK1 e IKBKE y desempeña un papel en la inmunidad innata antiviral. Activa la serina / treonina-proteína quinasa TBK1 y facilita su oligomerización. Mejora la fosforilación de la subunidad RELA de NF-kappa-B p65 por TBK1. Promueve la activación de NF-kappa-B inducida por TBK1, así como por TNF-alfa o PMA. Participa en la activación del promotor IFNB a través de TICAM1.